# Partit dels Conservadors i Reformistes Europeus
|  | No s'ha de confondre amb Conservadors i Reformistes Europeus, grup polític del Parlament Europeu.. |

El Partit dels Conservadors i Reformistes Europeus (ECR Party per les seves sigles en anglès) és un partit polític europeu conservador i euroescèptic amb un enfocament principal en la reforma de la Unió Europea (UE) sobre la base de l'eurorealisme, en oposició al rebuig total de la UE. El partit va ser fundat l'1 d'octubre de 2009 com a Aliança de Conservadors i Reformistes Europeus (AECR), posteriorment també anomenat Aliança de Conservadors i Reformistes a Europa (ACRE), com una escissió del Partit Popular Europeu. En 2020 el partit va elegir com a presidenta a la italiana Giorgia Meloni.
L'ECR és el cinquè partit de la Unió Europea (UE), amb 54 diputats en el Parlament Europeu, tots ells presents en el Grup dels Conservadors i Reformistes Europeus, el qual compta amb 64 membres en total, on també participen altres partits com el Partit Polític Reformat dels Països Baixos, membre del Moviment Polític Cristià d'Europa, la Nova Aliança Flamenca de Bèlgica o JA21 dels Països Baixos, així com un diputat de Germans d'Itàlia, membre del Partit Identitat i Democràcia. A més compta amb 1 membre de la Comissió Europea i 2 en el Consell Europeu.
Amb 33 partits repartits en tots els continents del món, compta amb el quart grup més gran de l'Assemblea Parlamentària del Consell d'Europa, amb 94 membres en el Grup dels Conservadors Europeus i Aliança Democràtica, 3 menys que el Grup de l'Aliança dels Liberals i Demòcrates per Europa.
El Partit dels Conservadors i Reformistes Europeus inclou partits tan importants com el Partit Conservador del Regne Unit, Llei i Justícia de Polònia, Germans d'Itàlia, Partit Democràtic Cívic de Txèquia o Vox d'Espanya, així com a partits d'altres continents com el Partit Republicà dels Estats Units d'Amèrica o el Partit Conservador del Canadà.

## Història
El Partit dels Conservadors i Reformistes Europeus va ser fundat com l'Aliança dels Conservadors i Reformistes Europeus l'1 d'octubre de 2009, després que el Grup dels Conservadors i Reformistes Europeus fos fundat després de les eleccions al Parlament Europeu de 2009 i reconegut oficialment per la càmera el gener de 2010. Entre els vuit membres fundadors de l'ACRE, els més grans eren el Partit Conservador del Regne Unit, Llei i Justícia de Polònia i el Partit Democràtic Cívic de Txèquia.
L'Aliança dels Conservadors i Reformistes Europeus es va constituir formalment sota la presidència del diputat txec Jan Zahradil, del Partit Democràtic Cívic, al primer congrés de Varsòvia el 8 de juny de 2010, i portant aquest càrrec fins a l'abril de 2020. Durant els primers anys de funcionament del partit, es van sumar diverses organitzacions com el Partit Conservador Cívic d'Eslovàquia el 25 de març de 2011, el Moviment Democristià de Geòrgia l'agost de 2012 o la Nova República de Romania. També van entrar els primers partits de fora de la Unió Europea com el Partit Popular de les illes Fèroe i els primers membres associats com el Partit Conservador del Canadà el novembre de 2012.
El novembre de 2014, l'ACRE es va afiliar formalment al Grup dels Conservadors Europeus a l'Assemblea Parlamentària del Consell d'Europa. Posteriorment a aquesta data, van continuar les entrades de partits com els Conservadors i Reformistes d'Itàlia el novembre de 2015 o els associats Partit Liberal d'Austràlia, el Partit Istiqlal del Marroc, el Partit Nacional de Nova Zelanda i el Partit Republicà dels Estats Units durant el 2014 o el Moviment Likkud el 2016. També alguns partits abandonaven l'organització com la Nova República de Romania o el Partit de la Justícia i el Desenvolupament de Turquia el 2018.
L'Aliança de Conservadors i Reformistes Europeus va canviar oficialment el seu nom a l'Aliança de Conservadors i Reformistes a Europa (ACRE) el 6 d'octubre de 2016. Posteriorment, l'ACRE va haver d'afrontar el més de mig milió d'euros de fons de la Unió Europea, després d'una investigació sobre la seva despesa. Això va incloure 250.000 lliures per a una conferència de tres dies a Miami i 90.000 lliures per a una reunió comercial a Kampala. Anteriorment, ACRE havia estat convidat a retornar 121.000 lliures esterlines al partit Armènia Pròspera.
Més recentment, l'ACRE ha estat testimoni d'un canvi cap a l'extrema dreta, amb l'acceptació dels Germans d'Itàlia, Vox d'Espanya i Demòcrates de Suècia com a membres en 2019. Els quatre membres són nacionalistes, populistes de dretes i antiimmigració que marquen la sortida de les posicions més moderades de la majoria dels membres. A més, es va canviar de nom l'organització a Partit dels Conservadors i Reformistes Europeus, el nom actual del partit, i es va escollir en 2020 com a nova presidenta a la italiana Giorgia Meloni, de Germans d'Itàlia, de la nova incorporació Germans d'Itàlia.

## Prioritats polítiques
El Partit dels Conservadors i Reformistes Europeus va adoptar la "Declaració de Reykjavík" com a document central ideològic de la formació en el Consell celebrat el 21 de març de 2014 i sustenta els principis del partit. En ell els partits signants es comprometen amb la llibertat individual, la sobirania nacional, la democràcia parlamentària, l'Estat de Dret, la propietat privada, els impostos baixos, el lliure comerç, etc:
- Aposta per una Unió Europea de nacions independents, treballant juntes per a obtenir beneficis mutus, però amb independència i integritat.
- Compromís amb la igualtat de tots els països que formen part de la UE, siguin quins siguin els seus acords internacionals.
- Donar més poder als estats per sobre dels estaments supranacionals.
- Compromís en la dignitat i l'autonomia de les ciutadanes, tan lliures com sigui possible de la "coacció estatal", tant de llibertat de religió i culte, com de llibertat d'expressió, llibertat de circulació i d'associació, llibertat de contracte i ocupació i la llibertat d'imposició opressiva, arbitrària o punitiva.
- Reconeixement de la igualtat davant la llei, independentment de l'ètnia, el sexe o la classe social, amb una aposta contra tota forma d'extremisme, autoritarisme i racisme.
- Suport a les associacions civils, les famílies i altres organismes que, consideren, omplen l'espai entre l'individu i el govern.
- Reconeixement com a legitimitat única a l'estat nació.
- Compromís amb el lliure comerç i la lliure competència, dins d'Europa i a escala mundial.
- Suport als principis de la Declaració de Praga de març de 2009 i el treball dels Conservadors i Reformistes Europeus en el Parlament Europeu, així com els grups aliats en altres cambres europees.

## Governança
L'ACR opera com una associació internacional sense ànim de lucre segons la llei belga. Els estatuts del Partit dels Conservadors i Reformistes Europeus s'han modificat diverses vegades, sent la darrera versió l'aprovada al Consell del 30 de març de 2021.
L'organització interna del Partit dels Conservadors i Reformistes Europeus es compon de quatre estaments estatutaris: la Presidència, el Consell i el Congrés.

### Presidència
La Presidència de l'ECR és l'òrgan executiu del partit i està compost pel president, el secretari general, el tresorer, un número no determinat de vicepresidents de partits amb representació al Parlament Europeu i de partits de la resta del món, el líder del grup dels Conservadors i Reformistes Europeus i el president de la Fundació Nova Direcció.
Actualment la direcció electa es compon de les següents persones:
- Presidenta: Giorgia Meloni (Itàlia)
- Secretària General: Antonio Giordano (Itàlia)
- Vicepresident i tresorer: Jorge Buxadé (Espanya)
- Vicepresident: Radosław Fogiel (Polònia)

### Consell
El Consell és l'òrgan estratègic del Partit dels Conservadors i Reformistes Europeus i hi formen part els membres de la Presidència, un representant de cada partit membre, sigui de la Unió Europea o de la resta del món, un representant de les organitzacions membre i un número no determinat de representant dels membres associats i individuals. El Consell es reuneix una vegada l'any de manera ordinària, o en qualsevol moment de manera extraordinària si ho demana el president, cinc partits de tres estats membre de la Unió Europea o la presidència dels Conservadors i Reformistes Europeus al Parlament Europeu.

### Congrés
El Congrés és el màxim òrgan del Partit dels Conservadors i Reformistes Europeus i té com a principal encàrrec marcar les directives polítiques del partit, així com escollir els càrrecs de la presidència. El Congrés se celebra cada dos anys i mig, està presidit pel president d'ECR i està format pels representants de totes les organitzacions membre. Totes les organitzacions d'ECR tenen 4 vots, però els partits de la Unió Europea poden tenir 2 vots extres per cada eurodiputat al Grup dels Conservadors i Reformistes Europeus, i els membres individuals i la presidència tenen dos vots per persona.

## Institucions europees
El Partit dels Conservadors i Reformistes Europeus té presència a les principals institucions europees, entre ells, dos representants al Consell Europeu i un altre a la Comissió Europea.

### Consell Europeu
El Partit dels Conservadors i Reformistes Europeus té dos caps d'Estat o de Govern, dels 27 que assisteixen amb dret a vot a les cimeres del Consell Europeu.
| Estat   | Representant       | Càrrec          | Partit polític          | Data d'entrada         |  |
| ------- | ------------------ | --------------- | ----------------------- | ---------------------- |  |
| Polònia | Mateusz Morawiecki | Primer ministre | Llei i Justícia         | 26 de novembre de 2015 |  |
| Txèquia | Petr Fiala         | Primer Ministre | Partit Democràtic Cívic | 17 de desembre de 2021 |  |

### Comissió Europea
Després de les eleccions al Parlament Europeu de 2019, l'alemanya Ursula von der Leyen va ser nominada pel partit com a presidenta de la Comissió i va rebre el suport del partit Llei i Justícia de Polònia, però no d'altres partits de l'ECR Party. L'1 de desembre de 2019 la Comissió Von der Leyen va assumir oficialment el càrrec amb un únic comissari europeu del Partit dels Conservadors i Reformistes Europeus dels 27 comissaris europeus, precisament de Llei i Justícia.
| Estat   | Comissionat          | Càrrec      | Partit polític  |  |
| ------- | -------------------- | ----------- | --------------- |  |
| Polònia | Janusz Wojciechowski | Agricultura | Llei i Justícia |  |

### Parlament Europeu
Tots els diputats dels partits membre del Partit dels Conservadors i Reformistes Europeus formen part del Grup dels Conservadors i Reformistes Europeus, però també formen part altres partits polítics com el Partit Polític Reformat dels Països Baixos i el Partit de les Famílies d'Alemanya, ambdós membres del Moviment Polític Cristià d'Europa, la Nova Aliança Flamenca de Bèlgica o JA21 dels Països Baixos.
El grup, coliderat pel polonès Ryszard Legutko i l'italià Raffaele Fitto, té 64 diputats: 54 de l'ECR Party, dos del Moviment Polític Cristià d'Europa, i 8 de partits no membre de cap partit europeu. També tenen la presidència de dues comissions parlamentàries: treball i assumptes socials i pressupost.

### Comitè Europeu de les Regions
El Partit dels Conservadors i Reformistes Europeus forma part de l'Assemblea Parlamentària del Comitè de les Regions, sent el quart grup de la cambra, que inclouen presidents de governs regionals, alcaldes i membres de consells municipals dels 27 estats membre, tant de l'ECR com del Partit Identitat i Democràcia. El Grup dels Conservadors i Reformistes Europeus té com a president al polonès Władysław Ortyl, president de la regió de Voivodat de Subcarpàcia.

## Més enllà de la Unió Europea
El Partit dels Conservadors i Reformistes Europeus té molts partits més enllà de la Unió Europea, formant diversos governs de coalició, i presència en altres cambres com el Consell d'Europa, l'Organització per a la Seguretat i la Cooperació a Europa o l'Assemblea Parlamentària de l'OTAN.

### Països de fora de la Unió Europea
El Partit dels Conservadors i Reformistes Europeus té membres globals a països de tots els continents, entre ells a 18 països de fora de la Unió Europea. D'ells només el Partit del Goig controla el govern de Kenya.
| Estat | Representant   | Càrrec          | Partit polític  | Data d'entrada    |  |
| ----- | -------------- | --------------- | --------------- | ----------------- |  |
| Kenya | Uhuru Kenyatta | Primer Ministre | Partit del Goig | 9 d'abril de 2013 |  |

### Consell d'Europa
El Grup dels Conservadors Europeus i Aliança Democràtica a l'Assemblea Parlamentària del Consell d'Europa és el quart grup de la cambra amb 94 membres. El Grup, liderat pel diputat del parlament del Regne Unit Ian Liddell-Grainger, està integrat pels partits membre del Partit dels Conservadors i Reformistes Europeus, així com a partits del Partit Identitat i Democràcia i d'altres no alineats.

### Organització per a la Seguretat i la Cooperació a Europa
El Partit dels Conservadors i Reformistes Europeus forma part del Grup dels Conservadors Europeus de l'Organització per a la Seguretat i la Cooperació a Europa (OSCE). Aquesta unió és totalment informal, ja que els grups polítics no estan reconeguts per l'assemblea parlamentària.

### Organització del Tractat de l'Atlàntic Nord
Per acabar, l'ECR Party també és present i actiu a l'Assemblea Parlamentària de l'Organització del Tractat de l'Atlàntic Nord (OTAN) i formen el Grup dels Conservadors i Reformistes, grup informal de diputats dels partits membre o col·laboradors del Partit dels Conservadors i Reformistes Europeus, entre ells el Partit Republicà dels Estats Units.

## Nova Direcció - Fundació per la Reforma Europea
Nova Direcció - Fundació per la Reforma Europea, és el laboratori d'idees i fundació oficial del Partit dels Conservadors i Reformistes Europeus i del grup parlamentari Conservadors i Reformistes Europeus. Es va fundar l'any 2010 amb la presidència de Geofrey Van Orden i sota el patronat de Margaret Thatcher, expresidenta del Regne Unit. Nova Direcció és un grup d'experts en lliure comerç, que promou la reforma europea mitjançant l'enfortiment de la responsabilitat, la transparència i la democràcia.
L'actual direcció de la Fundació té com a president al polonès Tomasz Poręba, al costat de diversos vicepresidents, com l'espanyola Aguilar Mazaly, l'italià Raffaele Fitto, el polac Karol Karski o el letó Roberts Zīle.

## Membres
Els estatuts del Partit dels Conservadors i Reformistes Europeus defineix que el nombre de membres és il·limitat, però no pot ser inferior a tres, i que tots ells han de signar la Declaració Reykjavík del partit i donar suport als documents, programa i Estatuts d'aquest. L'ECR agrupa els membres en partits d'estats membre de la Unió Europea, partit membre global, organització membre, membre associat i membre individual, si bé tots tenen dret a vot.

### Partits de la Unió Europea
Els partits d'estats membre de la Unió Europea són membres de ple dret i han de publicar el programa polític i el logotip del partit als seus llocs web d'una manera clara i visible. Actualment formen part 13 partits de 13 països de la UE.
| Estat      | Nom (català)                                                              | Nom (llengua del país)                                                                                                  | abr.      | Eurodiputats |
| ---------- | ------------------------------------------------------------------------- | --- | --------- | ------------ |
| Bulgària   | Organització Revolucionària Interior Macedònia - Moviment Nacional Búlgar | ВМРО - Българско Национално Движение VMRO - Bŭlgarsko nacionalno dviženie                                               | VMRO-BND  | 2 / 17       |
| Croàcia    | Sobiranistes croats                                                       | Hrvatski suverenisti | HS        | 1 / 11       |
| Txèquia    | Partit Democràtic Cívic                                                   | Občanská demokratická strana                                                                                            | ODS       | 4 / 21       |
| Alemanya   | Reformadors Liberal-Conservadors                                          | Liberal-Konservative Reformer                                                                                           | LKR       | 0 / 96       |
| Itàlia     | Germans d'Itàlia                                                          | Fratelli d’Italia | FdI       | 9 / 76       |
| Letònia    | Aliança Nacional                                                          | Nacionālā apvienība | NA        | 2 / 8        |
| Eslovàquia | Llibertat i Solidaritat                                                   | Sloboda a Solidarita | SaS       | 1 / 13       |
| Espanya    | VOX                                                                       | VOX | VOX       | 4 / 59       |
| Lituània   | Acció electoral de polonesos a Lituània - Aliança de Famílies Cristianes  | Akcja Wyborcza Polaków na Litwie - Związek Chrześcijańskich Rodzin                                                      | AWPL-ZCHR | 1 / 11       |
| Luxemburg  | Partit Reformista d'Alternativa Democràtica                               | Alternativ Demokratesch Reformpartei Parti réformiste d'alternative démocratique Alternative Demokratische Reformpartei | ADR       | 0 / 6        |
| Polònia    | Llei i Justícia                                                           | Prawo i Sprawiedliwość                                                                                                  | PiS       | 27 / 52      |
| Romania    | Alternativa Dreta                                                         | Alternativa Dreaptă | AD        | 0 / 32       |
| Suècia     | Demòcrates de Suècia                                                      | Sverigedemokraterna | SD        | 3 / 21       |

### Partits de fora de la Unió Europea
Al Partit dels Conservadors i Reformistes Europeus els partits d'estats no membres de la Unió Europea són considerats "membres globals", i són partits col·laboradors a escala internacional.
| Estat              | Nom (català)                        | Nom (llengua del país)                                                                        | abr.    |
| ------------------ | ----------------------------------- | --------------------------------------------------------------------------------------------- | ------- |
| Albània            | Partit Republicà d'Albània          | Partia Republikane te Shqiperise                                                              | PRS     |
| Belarús            | Partit del Front Popular de Belarús | Беларускі Народны Фронт "Адраджэньне" Biełaruski Narodny Front Adradžeńnie Партия БНФ Pártiya | БНФ/BNF |
| Estats Units       | Partit Republicà                    | Republican Party                                                                              | GOP     |
| Israel             | Unió                                | Likkud                                                                                        |         |
| Macedònia del Nord | VMRO-Partit Popular                 | ВMPO–Народна Партија                                                                          | VMRO-NP |
| Sèrbia             | Ja n'hi ha prou                     | Доста је било                                                                                 | DJB     |
| Regne Unit         | Partit Unionista de l'Ulster        | Ulster Unionist Party                                                                         | UUP     |

### Antics membres de la UE
- Hongria: Fòrum Democràtic Hongarès (2009–11)
- Polònia: Polònia primer (2010–13; dissolved)
- Letònia: Per la Pàtria i la Llibertat/LNNK (2009–11; fusionat el 2011 dins Aliança Nacional, que es fa membre el 2014)
- Bèlgica: Libertarian, Direct, Democratic (2010–14)
- Itàlia: Conservadors i reformadors socials (2012–14)
- Romania: Nova República (2013–18)
- Bulgària: Recarregar Bulgària (fins 2019)
- França: Debout la France (2019–20)
- Països Baixos: Fòrum per a la Democràcia (fins 2020)
- Eslovàquia: NOVA (fins 2021)
- Regne Unit: Partit Conservador (2009–21)
- Croàcia: Partit Conservador Croat (fins 2021, dissolt)
- Faroe Islands: Fólkaflokkurin (fins 2022)
- Finlàndia: Moviment de reforma finlandès (fins 2022)
- Itàlia: Direzione Italia (2017–2022; fusionat al membre Germans d'Itàlia el 2019)
- Eslovàquia: Partit Cívic Conservador (2009–22)
- Països Baixos: JA21 (fins 2023)

### Antics membres fora de la UE
- Australia: Partit Liberal (fins 2022)
- Canada: Partit Conservador (fins 2022)
- Colombia: Centre Democràtic (fins 2022)
- Kenya: Jubilee Party (fins 2022)
- Maldives: Partit Progressista de les Maldives (fins 2022)
- New Zealand: Partit Nacional (fins 2022)
- Tanzania: Chadema (fins 2022)
- Tunisia: Afek Tounes (fins 2019)
- Armènia: Armènia Pròspera (fins 2022)
- Azerbaidjan: Partit del Front Popular de tot Azerbaidjan (fins 2022)
- Islàndia: Partit de la Independència (2011–2021)
- Geòrgia: Partit Conservador (2014–22)
- Kosovo: Partit Democràtic (fins 2022)
- República Turca de Xipre del Nord: Partit de la Unitat Nacional (fins 2022)
- Turquia: Partit de la Justícia i el Desenvolupament (2013–18)
- Moldàvia: Șor Party (2018–22)
- Marroc: Partit Istiqlal (2014–18)
- Montenegro: Moviment pel canvi (fins 2022)

### Organitzacions membre
Les organitzacions membre del Partit dels Conservadors i Reformistes Europeus són entitats oficialment relacionades i reconegudes pel partit. Entre elles inclouen les associacions Joves Conservadors Europeus i el Moviment de Dones de l'ECR, la fundació oficial del partit, Nova Direcció, els grups al Parlament Europeu, al Comitè de les Regions, al Consell d'Europa, al Congrés d'Autoritats Locals i Regionals i a l'Assemblea Parlamentària de l'OTAN i les associacions Joves Conservadors Europeus i el Moviment de Dones d'ECR.

### Membres associats i individuals
Els membres associats són persones, grups de pensaments, institucions acadèmiques i corporacions que estan d'acord amb els objectius del partit i volen participar d'aquest, mentre que els membres individuals són membres del Parlament Europeu sense afiliació local o Comissaris Europeus.